# مایکل کراسنی
مایکل کراسنی (انگلیسی: Michael Krasny؛ زادهٔ ۱۹۵۲) کارآفرین، سرمایه‌دار و مدیر اجرایی اهل ایالات متحده آمریکا است، که در سال ۱۹۸۴ شرکت سی‌دی‌دبلیو را تأسیس ننود.